# Vasyl Harmatij
Vasyl Harmatij, ukrajinskou cyrilicí Василь Гарматій (1810 nebo 1813 Lučka – 1900 nebo 21. ledna 1901 Lučka), byl rakouský politik rusínské (ukrajinské) národnosti z Haliče, během revolučního roku 1848 poslanec Říšského sněmu.

## Biografie
Roku 1849 se uvádí jako Basil Harmacy, majitel hospodářství v obci Lučka (Luczka).
Během revolučního roku 1848 se zapojil do veřejného dění. Ve volbách roku 1848 byl zvolen i na ústavodárný Říšský sněm. Zastupoval volební obvod Mykulynci. Tehdy se uváděl coby majitel hospodářství. Náležel ke sněmovní pravici.
V politice byl aktivní i v 2. polovině 19. století. Patřil mezi zakladatele radikálního hnutí v ukrajinské politice. Byl členem vedení Ukrajinské radikální strany.
Jeho syny byli pedagog a etnograf Luka Harmatij (1866–1925) a Mychajlo Harmatij (zabit roku 1939 Sověty). Oba byli rovněž aktivní v Ukrajinské radikální straně. Další syn Hryhorij Harmatij (1872–1930) byl lékařem.